# 骊姬
骊姬（？—前651年），或稱孋姬、麗姬，名不詳，為春秋時代女性，驪戎國君之女。前672年，被晉獻公擄去，因姿色豔美，而成為寵姬。不久，至前665年懷孕，驪姬生下一子，取名奚齊，同時作為陪嫁的驪姬之妹，也隨驪姬來到晉國，為晉獻公生下了卓子。

## 生平
晋献公欲立骊姬为夫人，他占卜了两次，先卜後筮，第一次卜结果不吉利，第二次筮結果吉利。雖然占卜之人認為以卜為大，以筮次之，献公依然决定按照第二次的结果办事。
骊姬受到晋献公的宠爱，她希望立奚齐为太子，让他继承君位。她與晋献公的宠优優施通姦，公元前666年，又贿赂晋献公宠信的大夫梁五和东关嬖五，使他们说服献公让太子申生、重耳和夷吾离开京城。那两个大夫对献公说戎族人和狄族人经常侵犯晋国，需要派长子捍卫领土，使戎狄再也不敢侵犯国家。献公让太子住在曲沃（今山西闻喜县东），重耳住在蒲城（今山西隰县西北），夷吾住在二屈（今山西吉县北）。蒲與二屈在邊境，近狄人之地，两个大夫借用保卫国家安全的名义上請獻公派重耳及夷吾至邊境，以強其疆，從而来阻止献公的长子当国君。
公元前656年，骊姬陷害太子申生，让申生到曲沃去祭祀亡母，而且把用来拜神的肉和酒拿回来献给他父亲献公。骊姬在酒肉偷偷地下了毒，又進言希望試驗一下食品安全，晋献公把肉给狗吃，狗被毒死了，又給小臣吃，小臣也死了，所以发现酒肉有毒，以为是申生想谋杀他。申生逃回曲沃，晋献公杀了申生的师傅杜原款。
有人建议申生为自己申辩，向献公揭露骊姬的阴谋，申生回答：“我父君如果没有骊姬，寝食不安，如果为自己辩护，骊姬会受到惩罚，父君年纪那么大，我又不能使他快樂。”那个人就劝告申生快点逃走，申生不肯。十二月十七日，申生自縊於曲沃，人稱恭太子。
骊姬又陷害了太子申生的弟弟重耳和夷吾，献公攻打蒲城讨伐重耳，重耳带着贤士赵衰、狐偃、贾佗、先轸等往狄族人的地方逃走。
公元前655年，晋献公派贾华等人往二屈讨伐夷吾，夷吾逃往梁国。
前651年九月，晋献公逝世，立十五岁的奚齐为国君，让荀息辅助他。十月，晋国大夫里克杀了刚刚即位的奚齐，当时晋献公还没有安葬。荀息立奚齐的弟弟卓子为君主。十一月，里克又杀了卓子和驪姬，荀息悬梁自尽。